# 7 mai dans les chemins de fer
7 avril 7 juin
Chronologies thématiques
- Croisades
- Sports
- Disney

Cette page concerne les événements qui se sont déroulés un 7 mai dans les chemins de fer.

## Événements

### XIXesiècle
- 1816 : au Pays de Galles, mise en service du Hay Railway, premier chemin de fer à voie étroite (1067 mm), destiné au transport de marchandises entre Eardisley et le canal Monmouthshire and Brecon. La traction est assurée par des chevaux et la ligne mesure plus de 38 km.
- 1836 : en Belgique, inauguration de la section Malines-Anvers du chemin de fer de Bruxelles à Anvers et raccordements (administration des chemins de fer de l'état).